# فرنسيسكو رويز
فرنسيسكو رويز (بالإسبانية: Francisco Ruiz) (7 يونيو 1991 في إسبانيا - ) هو لاعب كرة طائرة إسبانيا.

## وصلات خارجية
- فرنسيسكو رويز على موقع عالم الكرة الطائرة (الإنجليزية)
- فرنسيسكو رويز على موقع دوري الدرجة الأولى الإيطالي للكرة الطائرة - رجال (الإيطالية)